# 阿氏擬海豬魚
阿氏擬海豬魚，為輻鰭魚綱鱸形目隆頭魚亞目隆頭魚科的其中一種，分布於太平洋區，從關島至社會群島海域，棲息深度12-31公尺，體長可達13公分，棲息在臨海礁石區海域，生活習性不明。

## 擴展閱讀
維基物種上的相關：阿氏擬海豬魚